# Unleashed in the East
Unleashed in the East – pierwszy album koncertowy brytyjskiego zespołu heavymetalowego Judas Priest. Wydany został we wrześniu 1979 roku w Wielkiej Brytanii i Stanach Zjednoczonych przez wytwórnie – kolejno – CBS Records i Columbia Records. Tak jak i poprzedni album, Killing Machine, Unleashed in the East również posiada odpowiednik o innej nazwie, Priest in the East, wydany w Japonii przez wytwórnie Epic Records/Sony.
Na album składają się nagrania z dwóch koncertów Judas Priest w Tokio w Japonii. Wydawnictwo bywa również nazywane Unleashed in the Studio, ponieważ zespół przyznał się do poprawek w częściach wokalnych, ale spotkało się to z nadinterpretacją, co doprowadziło do opinii wśród krytyków i fanów grupy, że większość albumu została nagrana w studiu nagraniowym zamiast na żywo.
Mimo krytyki na temat oryginalności, Unleashed in the East osiągnęło uznanie wśród fanów zespołu zarazem w Wielkiej Brytanii, gdzie album trafił na 10. pozycję krajowego zestawienia, jak i w Stanach Zjednoczonych, gdzie album jest jednym z pięciu w dyskografii Judas Priest, które zdobyło platynową płytę za sprzedaż wydawnictwa w ilości miliona egzemplarzy. Dodatkowo, Unleashed in the East bywa określane najlepszym heavymetalowym albumem koncertowym w drugiej połowie lat 70.

## Historia albumu

### Luty 1979: Nagrywanie
W czasie trasy koncertowej promującej Killing Machine, grupa po raz drugi odwiedziła Japonię, gdzie nagrała dwa występy w Tokio: 10 lutego w Koseinenkin Hall oraz 15 lutego 1979 w Nakano Sunplaza Hall. Aby zachować prostotę i surowość, wszystko zostało nagrane na żywo i poddane krótkiemu procesowi miksowania:

Po prostu ustawili mikrofony na scenie i to było surowe Priest. My jedynie zrobiliśmy swoje. Nie spędziliśmy większego czasu na miksowaniu tego, tylko parę dni. Oczywiście, w tym dniu i wieku, ludzie szukają innych rzeczy. Stało się to trochę jakby trendem, że jeśli nie spędzisz co najmniej miesiąca na miksowaniu albumu, to nie wyjdzie z niego nic dobrego. Czasami wpadasz w pułapkę. To się zdarza z każdego typu albumami, nie tylko koncertowymi. Uczysz się. Pułapką jest myślenie, że im więcej spędzisz czasu, im bardziej zadbasz o szczegóły, tym więcej sprzedasz albumów. To nie jest faktycznie prawda. To są utwory, które się liczą na koniec dnia.

CBS Records chciało wydać nagrania z japońskich koncertów jako pamiątka dla tutejszych fanów zespołu, więc jego członkowie spędzili kilka tygodni w studiach nagraniowych Startling Studios należących do Ringo Starra z grupy The Beatles (znajdujących się w byłym domu, Tittenhurst Park, innego beatlesa Johna Lennona w Ascot, Anglia) ponownie miksując nagrania dokonane w Tokio. Neil Kernon (producent/inżynier m.in. albumów Queensrÿche, Dokken, Nevermore, czy Cannibal Corpse) został wybrany jako inżynier nagrań z koncertów. Kernon od razu po zakończeniu nauki rozpoczął pracę dla Essex Music Publishing w Londynie będąc odpowiedzialnym za produkcję partytur i śpiewników. Dzięki tej pracy dostał propozycję od oryginalnego producenta Judas Priest, Rodgera Baina, by rozpocząć pracę w studiach nagraniowych Trident Studios dostosowaną do jego muzycznych zainteresowań i przeszłości. Kernon zdobył pracę w Trident Studios – jako "chłopak od herbaty," ale w ciągu czterech lat awansował na inżyniera zdobywając na koncie współpracę m.in. z zespołem Queen, Davidem Bowiem, czy Eltonem Johnem. Po zakończeniu pracy w Trident Studios, Kernon kontynuował współpracę w różnorodnych studiach m.in. z grupami Yes czy Sex Pistols, aż zajął ostatecznie miejsce głównego producenta/inżyniera we wspomnianych już studiach należących do Ringo Starra, Startling Studios. Niewiele później doszło do jego współpracy z Judas Priest przy Unleashed in the East. Potem rozpoczął pracę jako producent dla Hit and Run Music, gdzie współpracował m.in. z Hallem i Oatesem. Obecnie Kernon prowadzi swoją własną firmę nagraniową, Auslander, zajmując się produkcją głównie deathmetalowych albumów grup jak Cannibal Corpse czy Nile.
Tom Allom był inżynierem dźwięku pierwszych czterech albumów zespołu Black Sabbath (Black Sabbath, Paranoid, Master of Reality, i Black Sabbath, Vol. 4) i współpracował w tym czasie z agencją artystyczną Arnakata Management. Z Kernonem wybranym jako inżynier, Allom został poproszony o produkcję albumu przez jego heavymetalowe doświadczenie:

W początkowym okresie, większość zespołów z którymi pracowałem jako producent była zarządzana przez tę samą parę co ja – Mike Dolana i jego brata Jima (Arnakata Management). To prawda o The Strawbs, dzięki którym przełamałem się jako producent, a później także z The Tourists. Następnie, nadszedł czas na koncertowy album Judas Priest, które chciało, żebym go miksował z powodu mojej przeszłości z Black Sabbath, a oni dodatkowo zarządzali interesami Pata Traversa – więc to wszystko było w jednym kręgu oraz połączone ze sobą.

Gdy Judas Priest było już ostatecznie zadowolone z jakości nagrań osiągniętej po miksowaniu, album został skierowany do wydania zyskując na potrzeby japońskiego wydania inny tytuł i dodatkowy minialbum z czterema utworami.

### Wrzesień 1979: Wydanie
| Statystyki        | Statystyki | Statystyki         |
| Kraj              | Pozycja    | Certyfikat         |
| ----------------- | ---------- | ------------------ |
| Wielka Brytania   | 10         | –                  |
| Stany Zjednoczone | 70         | Platynowy (1 mln.) |

Wydany we wrześniu 1979, Unleashed in the East jest jednym z pięciu albumów Judas Priest, któremu została przyznana platynowa płyta za sprzedanie albumu w milionie kopii w Stanach Zjednoczonych oraz bywa określany mianem najlepszego heavymetalowego albumu koncertowego drugiej połowy lat 70. Jednak pojawiły się opinie zaprzeczające temu, że album jest w pełni na żywo.
W czasie nagrywanych występów w Tokio, wokaliście, Robowi Halfordowi dolegało częściowe zapalenie krtani, przez co jego umiejętności wokalne stały się ograniczone. W czasie sesji miksowania albumu w Startling Studios, gdy niewielka część obsługi studia była obecna, Halford był widziany na patio ze słuchawkami na uszach śpiewając teksty piosenek. Informacja o nagrywaniu części wokalnej wydostała się poza studio, ale z tego ostatecznie powstała plotka o tym, że wszystkie instrumenty zostały nagrane od nowa a publicznością jest dubbingowe nagranie przygotowanych japońskich fanów. Chociaż plotki były nieuzasadnione to jednak doprowadziły one krytyków muzycznych do przezywania albumu jako Unleashed in the Studio, a po dziś dzień wielu fanów rozmyśla nad oryginalnością albumu. Rzadko spotykany bootleg z występu z 15 lutego ukazuje znaczy dowód jeśli chodzi o autentyczność koncertu: głos Roba Halforda potrzebował jedynie minimalnych poprawek, dźwięk publiczności nie został w ogóle zmieniony, a gitarzysta Judas Priest, Glenn Tipton, dodatkowo potwierdził, że część instrumentalna albumu jest całkowicie na żywo:

Zmieniliśmy trochę partii wokalnych na albumie, ponieważ gdy Rob nagrywał album, jego głos był załatwiony. Byliśmy wystarczająco szczerzy, by przyznać się do tego, ale wtedy natychmiast usłyszeliśmy, że zmieniliśmy więcej rzeczy. Ale naprawdę, to było tylko parę wokalnych części.

Judas Priest jest stale uważane za jedną z czołowych grup heavymetalowych na żywo, szczególnie na przełomie lat 70. i 80. Praktyki "ulepszania" albumów koncertowych były powszechnie stosowane w drugiej połowie lat 70. przez wytwórnie płytowe, aby albumy charakteryzowały się wysoką jakością, która mogłaby wpłynąć na wyższą sprzedaż i popularność albumów w stacjach radiowych (dzięki usuwaniu rozbudowanych solówkek i zakończeń), która, z kolei, nie byłaby osiągalna z surowym dźwiękiem utworów. Do takich przykładów należy m.in. grupa Kiss i Alive! z 1975 roku oraz Live and Dangerous zespołu Thin Lizzy z 1978 r. Oprócz poprawek w liniach wokalnych, na Unleashed in the East połączono ze sobą oba występy, ale także zmieniona została kolejność utworów. Na koncertach w Japonii, Judas Priest zagrało następujące utwory:
1. "Exciter"
2. "Running Wild"
3. "The Ripper"
4. "Diamonds and Rust"
5. "Rock Forever"
6. "Beyond the Realms of Death"
7. "Green Manalishi (With the Two-Pronged Crown)"
8. "Delivering the Goods"
9. "White Heat, Red Hot"
10. "Sinner"
11. "Evil Fantasies"
12. "Victim of Changes"
13. "Genocide" (z rozbudowaną solówką Glenna Tiptona)
14. "Starbreaker" (z rozbudowaną solówką Lesa Binksa)
15. "Hell Bent for Leather"
16. "Take on the World"
17. "Tyrant"

#### Okładka
Gdy album bywa oceniany jako bardziej studyjny niż koncertowy, z podobnymi opiniami spotyka się okładka wydawnictwa, ale, w przeciwieństwie do samej muzyki na albumie, zdjęcie okładki naprawdę nie pochodzi z koncertu Judas Priest. Wieloletni fotograf grupy, Fin Costello, był odpowiedzialny za wykonanie promocyjnych fotografii, które zostały użyte na okładkach – zarazem – Unleashed in the East i Priest in the East. W tamtym momencie, perkusista, Les Binks nie był już członkiem zespołu, więc można dostrzec, że fotografie zostały tak przygotowane, by Rob Halford stał przed zestawem perkusyjnym, aby nie można było dostrzec braku samego perkusisty.

## Lista utworów
1. "Exciter" (Stained Class) – 5:38
2. "Running Wild" (Killing Machine) – 2:53
3. "Sinner" (Sin After Sin) – 7:31
4. "The Ripper" (Sad Wings of Destiny) – 2:44
5. "Green Manalishi (With the Two-Pronged Crown)" (Hell Bent for Leather) – 3:16
6. "Diamonds and Rust" (Sin After Sin) – 3:30
7. "Victim of Changes" (Sad Wings of Destiny) – 7:12
8. "Genocide" (Sad Wings of Destiny) – 7:19
9. "Tyrant" (Sad Wings of Destiny) – 4:32

### Inne utwory
Do oryginalnego japońskiego wydania zatytułowanego Priest in the East dodawany był minialbum zawierający cztery utwory. Te same cztery utwory dodano również do zremasterowanego wydania Unleashed in the East z 2001 roku:
1. "Rock Forever" (Killing Machine) – 3:27
2. "Delivering the Goods" (Killing Machine) – 4:07
3. "Hell Bent for Leather" (Killing Machine) – 2:40
4. "Starbreaker" (Sin After Sin) – 6:00
  - Długość powyższych czterech utworów pochodzi ze zremasterowanego wydania Unleashed in the East.

Z kolei do oryginalnego brytyjskiego wydania Unleashed in the East dodawany był również minialbum, ale z trzema utworami:
1. "Rock Forever" (Killing Machine)
2. "Hell Bent for Leather" (Killing Machine)
3. "Beyond the Realms of Death" (Stained Class)

Łącznie piętnaście z siedemnastu utworów z występów zostało wydanych. Piętnastym jest "Evil Fantasies" (z Killing Machine), który został wydany w 1980 roku na stronie B brytyjskiego singla "Living After Midnight" pochodzącego z następnego albumu Judas Priest, British Steel. "Evil Fantasies" jest jedynym "niepoprawionym" utworem ze wszystkich piętnastu wydanych utworów, gdyż można usłyszeć przed początkiem utworu śmiech Roba Halforda, gdy boryka się z problemami z mową.
Pozostałe dwa utwory z występów w Tokio, "White Heat, Red Hot" i "Take on the World," znaleźć można jedynie na bootlegach.
- W nawiasach wymienione są albumy z których oryginalnie pochodzi dany utwór.

## Twórcy

### Wykonawcy
- Rob Halford – śpiew
- Glenn Tipton – gitara prowadząca
- K.K. Downing – gitara prowadząca
- Ian Hill – gitara basowa
- Les Binks – perkusja

### Produkcja
- Nagrane na żywo 10 lutego 1979 w Koseinenkin Hall w Tokio, Japonia i 15 lutego 1979 w Nakano Sunplaza Hall w Tokio, Japonia
  - Yoshihiro Suzuki – inżynier nagrania
  - Joe Morita i Masa Ito – asystenci
- Album był miksowany w Startling Studios w Ascot, Anglia
  - Tom Allom i Judas Priest – producenci
  - Neil Kernon – inżynier dźwięku
- Fin Costello – fotografia okładki
- Ronan Willson – projektant świateł
- Wataru Asanuma, Fin Costello, Robert Ellis, Steve Joester, archiwa Judas Priest – fotografie

### Inne
- Jim Dawson, Mike Dolan, i Jim Dolan z Arnakata Management – zarządzanie